# Rallye Großbritannien 2007
Die 63. Rallye Großbritannien (auch Wales Rally GB genannt) war der letzte von 16 FIA-Weltmeisterschaftsläufen 2007. Die Rallye bestand aus 17 Wertungsprüfungen auf Schotterstraßen und wurde zwischen dem 30. November und dem 2. Dezember ausgetragen.

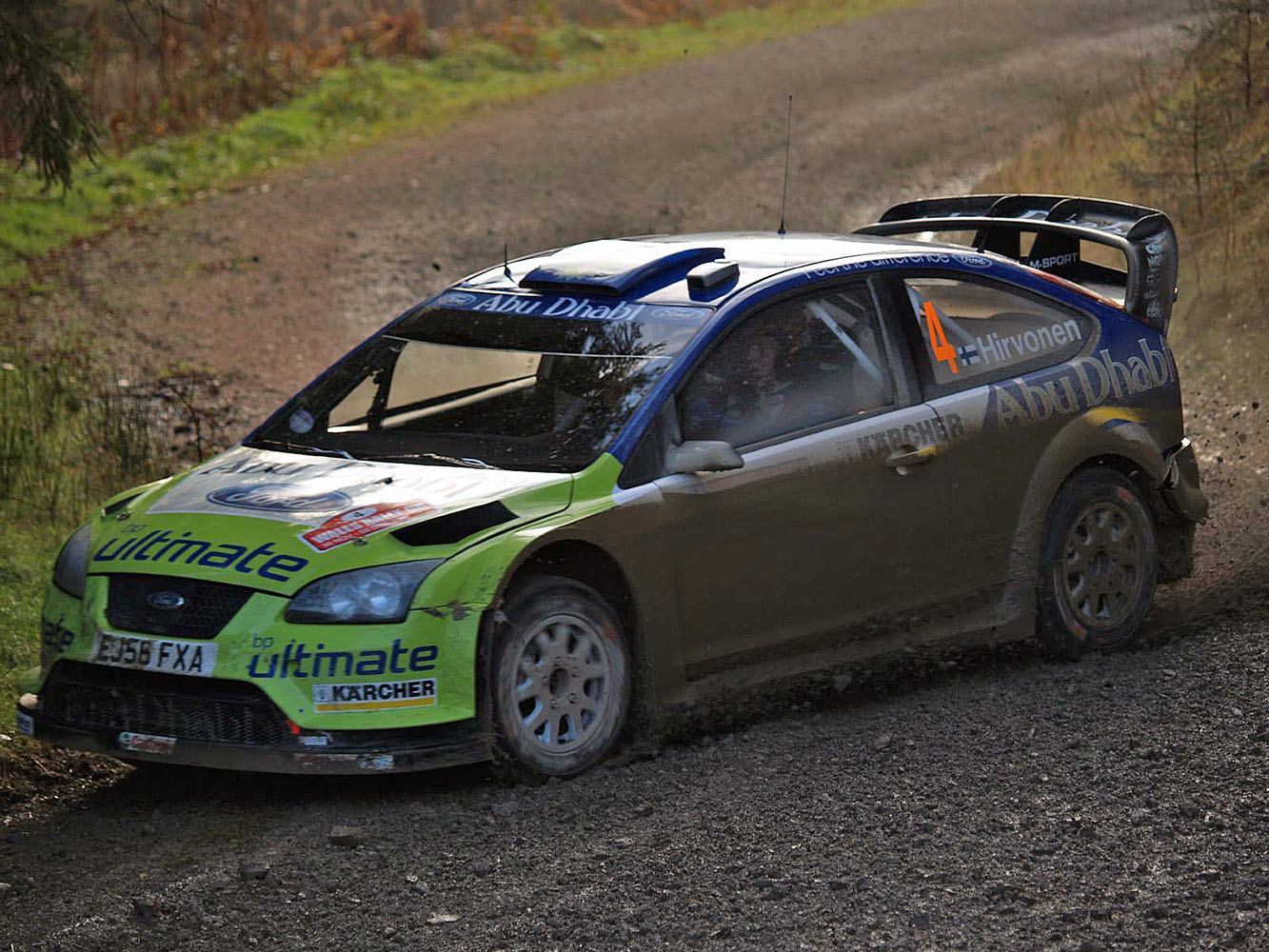
Mikko Hirvonen und Jarmo Lehtinen im Ford Focus RS WRC bei der Rallye Großbritannien 2007.

## Bericht
Sébastien Loeb wurde zum vierten Mal in Folge Weltmeister. Er hatte damit den Rekord von Tommi Mäkinen eingestellt. Dem Citroën-Fahrer reichte beim Saisonfinale in Wales ein dritter Platz. Mit sechs Punkten Vorsprung auf seinen Rivalen Marcus Grönholm (Ford) war Loeb in den letzten Weltmeisterschaftslauf der Saison gestartet. Grönholm konnte mit einem zweiten Rang zwei Punkte gut machen, am Ende hatte Loeb in der Fahrerwertung vier Zähler Vorsprung.
Gewonnen hatte die Rallye Grönholms Teamkollege Mikko Hirvonen. Er setzte sich mit vier WP-Bestzeiten am Freitag an die Spitze. Hirvonen hatte 15,2 Sekunden Vorsprung auf den Zweitplatzierten Grönholm und sicherte sich so den vierten WRC-Sieg in seiner Karriere.
Auf dem vierten Rang hinter dem Spitzentrio kam Subaru-Pilot Petter Solberg. Er konnte so eine Saison mit mäßigem Erfolg einigermaßen versöhnlich abschließen. Der vierte Rang und der siebte Platz seines Teamkollegen Chris Atkinson sicherten Subaru den dritten Platz in der Hersteller-Weltmeisterschaft vor dem Stobart-Team. Der zweite und dritte Tag wurden vom jungen M-Sport-Pilot Jari-Matti Latvala dominiert, der bereits als Werksfahrer für Ford fürs nächste Jahr bestätigt worden war. Da er allerdings am ersten Tag durch einen kaputten Scheibenwischer knapp zehn Minuten verloren hatte, blieb ihm nicht mehr als Platz zehn.

## Klassifikationen

### Endresultat
| Pos.   | Fahrer             | Beifahrer        | Auto                     | Zeit      | Rückstand | Punkte |
| WRC    | WRC                | WRC              | WRC                      | WRC       | WRC       | WRC    |
| ------ | ------------------ | ---------------- | ------------------------ | --------- | --------- | ------ |
| 1      | Mikko Hirvonen     | Jarmo Lehtinen   | Ford Focus RS WRC        | 3:22:50.9 | 00:00.0   | 10     |
| 2      | Marcus Grönholm    | Timo Rautiainen  | Ford Focus RS WRC        | 3:23:06.1 | 00:15.2   | 8      |
| 3      | Sébastien Loeb     | Daniel Elena     | Citroën C4 WRC           | 3:24:23.9 | 01:33.0   | 6      |
| 4      | Petter Solberg     | Phil Mills       | Subaru Impreza WRC       | 3:25:48.2 | 02:57.3   | 5      |
| 5      | Dani Sordo         | Marc Marti       | Citroën C4 WRC           | 3:26:05.2 | 03:14.3   | 4      |
| 6      | Matthew Wilson     | Michael Orr      | Ford Focus WRC 06        | 3:30:23.8 | 07:32.9   | 3      |
| 7      | Chris Atkinson     | Stéphane Prévot  | Subaru Impreza WRC       | 3:31:20.4 | 08:29.5   | 2      |
| 8      | Manfred Stohl      | Ilka Minor       | Citroën Xsara WRC        | 3:31:45.5 | 08:54.6   | 1      |
| PWRC   |                    |                  |                          |           |           |        |
| 1 (13) | Guy Wilks          | Phil Pugh        | Mitsubishi Lancer Evo IX | 3:44:23.7 | 21:32.8   | 10     |
| 2 (14) | Juho Hänninen      | Mikko Markkula   | Mitsubishi Lancer Evo IX | 3:44:57.9 | 22:07.0   | 8      |
| 3 (16) | Mark Higgins       | Scott Martin     | Mitsubishi Lancer Evo IX | 3:46:10.2 | 23:19.3   | 6      |
| 4 (17) | Alessandro Bettega | Simone Scattolin | Mitsubishi Lancer Evo IX | 3:49:47.3 | 26:56.4   | 5      |
| 5 (19) | David Higgins      | Thomas Ieuan     | Subaru Impreza WRX STi   | 3:51:32.8 | 28:41.9   | 4      |
| 6 (21) | Mirco Baldacci     | Giovanni Agnese  | Subaru Impreza WRX STi   | 3:53:12.8 | 30:21.9   | 3      |
| 7 (23) | Armindo Araujo     | Migue Ramalhol   | Mitsubishi Lancer Evo IX | 4:00:58.9 | 38:08.0   | 2      |
| 8 (25) | Štěpán Vojtěch     | Michal Ernst     | Mitsubishi Lancer Evo IX | 4:02:31.4 | 39:40.5   | 1      |

### Wertungsprüfungen
| Tag                                 | WP Nummer                           | WP Name       | Länge    | Start MEZ                         | Fahrer                         | Auto                             | Zeit       | Ø km/h     | Leader         |
| ----------------------------------- | ----------------------------------- | ------------- | -------- | --------------------------------- | ------------------------------ | -------------------------------- | ---------- | ---------- | -------------- |
| Tag 1 30. Nov.                      | WP1                                 | Port Talbot 1 | 17,41 km | 10:53                             | Mikko Hirvonen                 | Ford Focus RS WRC                | 09:15.2    | 112,9 km/h | Mikko Hirvonen |
| Tag 1 30. Nov.                      | WP2                                 | Resolfen 1    | 25,08 km | 11:41                             | Mikko Hirvonen                 | Ford Focus RS WRC                | 12:50.6    | 117,2 km/h | Mikko Hirvonen |
| Tag 1 30. Nov.                      | WP3                                 | Rheola 1      | 27,91 km | 12:39                             | Mikko Hirvonen                 | Ford Focus RS WRC                | 15:55.7    | 105,1 km/h | Mikko Hirvonen |
| Tag 1 30. Nov.                      | Service Swansea 14:07 Uhr (30 Min.) |               |          |                                   |                                |                                  |            |            | Mikko Hirvonen |
| Tag 1 30. Nov.                      | WP4                                 | Port Talbot 2 | 17,41 km | 15:10                             | Mikko Hirvonen                 | Ford Focus RS WRC                | 09:17.2    | 112,0 km/h | Mikko Hirvonen |
| Tag 1 30. Nov.                      | WP5                                 | Resolfen 2    | 25,08 km | 15:58                             | Sébastien Loeb Marcus Grönholm | Citroën C4 WRC Ford Focus RS WRC | 13:20.9    | 112,7 km/h | Mikko Hirvonen |
| Tag 1 30. Nov.                      | WP6                                 | Rheola 2      | 27,91 km | 17:23                             | Jari-Matti Latvala             | Ford Focus RS WRC                | 16:39.3    | 100,5 km/h | Mikko Hirvonen |
| Tag 1 30. Nov.                      | Service Swansea 18:36 Uhr (45 Min.) |               |          |                                   |                                |                                  |            |            | Mikko Hirvonen |
| Tag 2 1. Dez.                       |                                     |               |          |                                   |                                |                                  |            |            | Mikko Hirvonen |
| Service Swansea 09:00 Uhr (10 Min.) |                                     |               |          |                                   |                                |                                  |            |            | Mikko Hirvonen |
| WP7                                 | Crychan 1                           | 19,56 km      | 10:38    | Jari-Matti Latvala                | Ford Focus RS WRC              | 10:31.2                          | 111,6 km/h |            | Mikko Hirvonen |
| WP8                                 | Epynt 1                             | 13,76 km      | 11:21    | Jari-Matti Latvala                | Ford Focus RS WRC              | 07:33.2                          | 109,3 km/h |            | Mikko Hirvonen |
| WP9                                 | Halfway 1                           | 18,37 km      | 11:54    | Jari-Matti Latvala                | Ford Focus RS WRC              | 10:28.3                          | 105,3 km/h |            | Mikko Hirvonen |
| Service Swansea 13:49 Uhr (30 Min.) |                                     |               |          |                                   |                                |                                  |            |            | Mikko Hirvonen |
| WP10                                | Crychan 2                           | 19,56 km      | 15:47    | Jari-Matti Latvala                | Ford Focus RS WRC              | 10:39.8                          | 110,1 km/h |            | Mikko Hirvonen |
| WP11                                | Epynt 2                             | 13,76 km      | 16:30    | Jari-Matti Latvala                | Ford Focus RS WRC              | 07:40.1                          | 107,7 km/h |            | Mikko Hirvonen |
| WP12                                | Halfway 2                           | 18,37 km      | 17:29    | Jari-Matti Latvala                | Ford Focus RS WRC              | 10:39.6                          | 103,4 km/h |            | Mikko Hirvonen |
| WP13                                | Cardiff                             | 1,10 km       | 20:00    | Marcus Grönholm                   | Ford Focus RS WRC              | 01:03.8                          | 62,1 km/h  |            | Mikko Hirvonen |
| Service Swansea 21:10 Uhr (45 Min.) |                                     |               |          |                                   |                                |                                  |            |            | Mikko Hirvonen |
| Tag 3 2. Dez.                       |                                     |               |          |                                   |                                |                                  |            |            | Mikko Hirvonen |
| Service Swansea 07:25 Uhr (10 Min.) |                                     |               |          |                                   |                                |                                  |            |            | Mikko Hirvonen |
| WP14                                | Brechfa 1                           | 28,89 km      | 08:46    | Jari-Matti Latvala Mikko Hirvonen | Ford Focus RS WRC              | 16:14.2                          | 106,8 km/h |            | Mikko Hirvonen |
| WP15                                | Trawscoed 1                         | 28,24 km      | 09:33    | Jari-Matti Latvala                | Ford Focus RS WRC              | 16:39.7                          | 101,7 km/h |            | Mikko Hirvonen |
| Service Swansea 11:28 Uhr (30 Min.) |                                     |               |          |                                   |                                |                                  |            |            | Mikko Hirvonen |
| WP16                                | Brechfa 2                           | 28,89 km      | 13:09    | Jari-Matti Latvala                | Ford Focus RS WRC              | 16:11.6                          | 107,0 km/h |            | Mikko Hirvonen |
| WP17                                | Trawscoed 2                         | 28,24 km      | 13:56    | Jari-Matti Latvala                | Ford Focus RS WRC              | 16:51.0                          | 100,6 km/h |            | Mikko Hirvonen |

Quelle:

### Gewinner Wertungsprüfungen
| WP          | Anzahl | Fahrer             | Auto              |
| ----------- | ------ | ------------------ | ----------------- |
| 6–12, 14–17 | 11     | Jari-Matti Latvala | Ford Focus RS WRC |
| 1–4, 14     | 5      | Mikko Hirvonen     | Ford Focus RS WRC |
| 5, 13       | 2      | Marcus Grönholm    | Ford Focus RS WRC |
| 5           | 1      | Sébastien Loeb     | Citroën C4 WRC    |

### Fahrer-WM nach der Rallye
| Pos. | Fahrer          | Punkte |
| ---- | --------------- | ------ |
| 1    | Sébastien Loeb  | 116    |
| 2    | Marcus Grönholm | 112    |
| 3    | Mikko Hirvonen  | 99     |
| 4    | Dani Sordo      | 65     |
| 5    | Petter Solberg  | 47     |

### Team-Weltmeisterschaft
| Pos. | Team               | Punkte |
| ---- | ------------------ | ------ |
| 1    | Ford WRT           | 212    |
| 2    | Citroën WRT        | 183    |
| 3    | Subaru WRT         | 87     |
| 4    | Stobart Ford WRT   | 81     |
| 5    | Kronos Citroën WRT | 45     |